# Ярема Олекса Миколайович

Олекса Ярема

Ярема Олекса Миколайович (14 березня 1855, с. Дроздовичі — 21 листопада 1930) — український педагог, фахівець з класичної філології, громадський культурний діяч у Перемишлі, меценат.

## Життєпис
Народився 14 березня 1855 року в селі Дроздовичі Городоцького повіту в сім'ї Миколи Яреми і його дружини Анн з дому Баран. Після трьохлітньої військової служби у самбірському піхотному полку, Олекса вступив на філологію у Львівський університет.
Учитель Академічної гімназії у Львові (1885—1891) і в Перемишлі (1892—1909), директор Перемиського жіночого ліцею-гімназії при Українському дівочому інституті (1910—1921).
Був головою низки культурних (серед інших філії товариства «Просвіти») і економічних товариств; член Української Національної Ради ЗУНР, головний скарбник, черговий у Народному домі, в якому розміщувалась Рада.
Олекса Ярема долучився до листопадових подій 1918 р., як член та головний скарбник Української Національної Ради, як господар і часто черговий у Народному домі, в якому розміщувалась Рада і де він мешкав. Власним коштом Ярема видавав часопис «Воля» — революційний орган Перемишля. Ув'язнений у таборі Домб'є біля Кракова, повернувся з-за дротів лише восени 1919 року.
Похорон Олекси Яреми у листопаді 1930 року перетворився на маніфестацію, в якій взяли участь сотні українців з Перемишля, Львова та всього ближчого краю. За старовинним звичаєм шестеро сивих коней везли на селянському возі труну, застелену червоною китайкою, співав перемишльський хор, численне духовенство очолив єпископ УГКЦ Григорій (Лакота), жалобне слово перед перемишльським Народним домом виголосив посол до сейму доктор Володимир Загайкевич.